# شیان دانگمی
شیان دانگمی (انگلیسی: Xian Dongmei؛ زادهٔ ۱۵ سپتامبر ۱۹۷۵) جودوکار اهل چین است. از افتخارات وی میتوان به کسب مدال طلا وزن ۵۲ کیلوگرم در بازی‌های المپیک تابستانی ۲۰۰۴ و بازی‌های المپیک تابستانی ۲۰۰۸ اشاره کرد.